# SN 2003jy
SN 2003jy – supernowa typu Ia odkryta 30 października 2003 roku w galaktyce A021053-0425. W momencie odkrycia miała maksymalną jasność 22,70m.